# Cmentarz żydowski w Nowym Mieście
Cmentarz żydowski w Nowym Mieście-Folwark – znajduje się za miastem przy drodze wylotowej w kierunku Nasielska i zajmuje powierzchnię około 10 a, na której zachowały się pojedyncze nagrobki z kamieni polnych z inskrypcjami w języku hebrajskim. Dokładna data powstania nekropolii pozostaje nieznana, lecz najstarszy zachowany nagrobek pochodzi z 1840.